# 몬스터스 (드라마)
《몬스터스》(영어: MONSTERS)는 TBS에서 2012년 10월 21일부터 12월 9일까지 일요극장 시간대(매주 밤 9시)에 방송된 일본의 드라마이다. 전 8화.

## 개요
TBS는 10월기의 드라마 일요극장에 쟈니스 사무소의 선후배 사이인 카토리 싱고와 야마시타 토모히사라는 최강 팀이 실현하기로 결정, 두 사람의 드라마 공동 출연은 이번이 처음이다.
드라마는 "세상의 기묘한 미움을 받는 자"와 "도련님"의 대조적인 콤비의 두 형사가 펼치는 통쾌 미스터리물로, 주연은 경시청 수사 1과 소속 괴짜 형사 히라츠카 헤이하치 역을 카토리 싱고가, 유명 인사의 후계자로 정의감 넘치는 신인 형사 사이온즈 코스케 역을 야마시타 토모히사가 연기한다.
제작은 드라마 《진》, 《ROOKIES》, 《MR.BRAIN》등 의 이시마루 아키히코와 《겨울의 사쿠라》, 《일본판 '미남이시네요'》의 다카하시 마사나오. 연출은 《화려한 일족》, 《MR.BRAIN》, 《모래 그릇》을 연출한 후쿠자와 카츠오 등, TBS가 자랑하는 드라마 히트 메이커가 집결했다.
또한 드라마 《MR.BRAIN》, 《TRICK》등을 쓴 마키타 미츠하루의 오리지널 각본이다.

## 등장 인물

### 주인공
- 히라츠카 헤이하치 - 카토리 싱고 (SMAP)

경시청 수사 1과 히라츠카 반 반장 경부보. 수사 1과에서 몇번이나 사무실을 이사하여, 결국 어두운 창고에 정착했다. 상대가 알아 채지 못할 것 같은 기색을 보이며 조용히 나타난 사이온지가 과장에게 엄명을 받은 내용도 잘 알고 있어, 그것을 역으로 이용하고 있다. 인심 장악에 뛰어나 상대를 칭찬하며 기분을 업시킨 후, 자신의 뜻대로 움직이도록 마인드 컨트롤 해 나간다. 사이온지, 카네다는 단순한 성격에 속고 있다는 것을 깨닫고 있지 않다. 말버릇은 "그냥 그대로"
- 사이온지 코스케 - 야마시타 토모히사

히라츠카 반 소속. 히라츠카를 24시간 감시하고 비자금의 수영장과 범죄자의 리베이트 등 범죄 행위를 일일이 보고하도록 과장에게 명령을 받는다. 이 명령을 완수 할 때 경시청 수사 1과 수사관으로 공식적으로 인정받을 수 있다. 히라츠카의 실수가 지적되면 크게 웃으며 그 자리를 어물쩍 넘겨버린다.

### 주변 인물
- 타카노 에미 - 야나기하라 카나코

사이온지의 약혼자로 교제한지 4년이 되었다. 둥글하고 포동포동한 체형의 여성. 사이온지와는 미래를 약속한 사이로, 두 사람이 함께 있을 때는 약간은 바보같은 엉뚱한 행동을 보이는 커플이다.
- 켄모치 히로시 - 오오타케 마코토

수사 1과 과장. 시가 컬렉션을 간직하고 있다. 카네다와 합세하여 성가신 존재의 히라츠카를 내쫓으려 하고 있다.
- 카네다 이치 - 엔도 켄이치

카네다 반 반장 경부. 과장에게는 절대 복종하며, 엄격한 규율을 중시한다. 수사 상황을 당연한 듯이 열거하고 독립적하지만 빗나가는 일이 많다.
카네다 반
- 다카쿠라 칸지 - 와라비노 토모야
- 쿠도 하야토 - 키쿠타 다이스케
- 후지사키 준이치 - 히노 타츠야
- 하라 슈지 - 시로이시 토모야
- 키타가와 코지 - 히나카 타이케이

### 게스트
제1화
- 도쿠헤이 신이치로 (38) - 오카타 요시노리

쿠니오의 장남. 도쿠헤이 코퍼레이션 사장. 카지노에서 80억엔에 이르는 빚을 지고 자회사의 돈을 횡령한 것이 회장에게 발각되게 된다.
- 도쿠헤이 아사미 - 카토 나츠키

쿠니오의 장녀. 거액의 금액을 남자친구의 토오루에 이바지하고 있다.
- 우치다 카즈에 - 츠노가에 카즈에

도쿠헤이 저택 가정부. 도쿠헤이 회장이 살해된 시신을 첫 발견했다.
- 무로오카 토오루 - 키리야마 렌

아사미의 남자 친구.
- 도쿠헤이 쿠니오 - 단 지로

도쿠헤이 코퍼레이션 회장. 머리를 둔기에 맞아 폭행을 당하고 숨진 채 발견된다.
- 도쿠헤이 요코 - 타카시마 레이코

쿠니오의 후처. 도쿠헤이 코퍼레이션 이사. 신이치로를 두둔하며 스스로 남편을 살해했다고 하지만 증거 불충분으로 석방된다. 하지만 범인이 준비한 독이 든 케이크를 먹고 의식을 잃지만 기사회생으로 목숨을 건진다.
- 니시자키 다쓰조 - 타케다 테츠야

도쿠헤이 코퍼레이션 전무. 도쿠헤이 저택의 미술품이 가짜로 소매치기 당했다는 사건으로 회장에게 범인을 찾도록 명령을 받았다.
제2화
- 야마무라 쇼우이치 - 야마모토 코지 (우정 출연)

오하타의 첫 비서. 거만한 오하타에게 겸허하게 대응하고 있으며, 쿠미코와는 불륜 관계이다.
- 오하타 코조 - 아사노 카즈유키

야당의 신당 모시히 의원으로 도쿄 27구 중의원 의원 선거 후보자. 전 경찰청장로 재직 당시 폭력 추방으로 화제를 모았다. 오만한 성격으로 야마무라와 쿠미코에게 폭언을 가한다.
- 사기누마 신타로 - 이와마츠 료

전 총리이자 여당 민유당 의원으로, 오하타에 대립하는 후보자이다. 사건 전에는 지지율에서 압도적이였지만, 사건 이후 오하타에 추격을 받고 있다. 야마무라와 쿠미코의 밀회가 찍힌 사진을 가지고 있다.
- 오하타 쿠미코 - 후루카와 리카

오하타의 아내로 전 여배우였다. 오하타의 선거를 도우고 있으며, 사기누마를 압도하는 상황에서 오하타의 경력을 매도하게 된다.
- 마루타 쿄지 - 모리타 준페이

야쿠자 "사쿠라긴회" 조장. 혈기왕성한 조직원들을 냉정하고 침착한 태도로 대한다.
- 타가와 카즈노리 - 와타나베 코타

"사쿠라긴회"의 조직원. 오하타 쿠미코를 덮친 괴한으로 체포되었다.
제3화
- 시노다 쿄시로 - 나카무라 하시노스케

나리키상 후보의 추리 소설가. 후보작은 시각표 트릭이 주목을 받은 "밤 기차 Y의 살인"으로 10년 전까지는 시마무라 츠토무와 협력해, 공동 필명인 "카가미 코고로" 명의로 쌍둥이 탐정의 활약을 그린 "카가미 코고로 시리즈"로 인기를 얻고 있었다. 방향성의 차이로 인해 해산하고 현재는 본명으로 활동하며, 베스트셀러 작가에 등극했다.
- 야자키 켄고 - 시라이 아키라

나리키상 후보의 추리 소설가. 후보작은 "늑대들의 묘비"이다. 경찰의 수사를 웃돈다고 자부하는 자신감을 가지고 있다.
- 시마무라 츠토무 - 코바야시 타카시

시노다 쿄시로와 "카가미 코고로"로 함께 활동했던 추리 소설가이다. 해산 후 작품을 발표 해 왔지만, 히트작을 못내고 있다.
- 아이자와 신이치 - 우치쿠라 켄지

"게이카즈출판사" 편집부의 편집자인 시노다 쿄시로를 담당하고 있다.
제4화
- 안도 켄이치 - 요시다 에이사쿠

메이코우 대학 병원 제일 외과 부교수. 최고의 에이스로 불리는 팔을 가지고 있지만, VIP 및 난이도가 높은 수술 밖에 흥미를 나타내지 않는 도도한 성격. 한편, 제약 회사 및 의료 업체와의 사이에 부정한 거래를 하고 있다는 부정적인 소문이 끊이지 않는다.
- 무라카와 히데키 - 사토 지로

메이코우 대학 병원 제일 외과 강사. 반년 전에 카도쿠라 사립 오모리 병원에서 떠나게 되어 메이코우 대학 병원에 부임했다. 평소에는 온후한 인물이지만, 이전 병원에서 수술 중에 환자가 사망하고 유족과 분규가 일어났던 과거가 안도에게 의료 사고로 고발된다.
- 카도쿠라 슌조 - 사사키 카츠히코

메이코우 대학 병원 제일 외과 교수. 내년 3월 퇴직을 앞두고 차기 교수의 무라카미를 추천하지만, 원래라면 후임이 되었을 안도의 부정 거래를 사문위원회에 조사받게 한다.
- 츠치다 타카히로 - 오노 히로유키

메이코우 대학 병원 제일 외과 의사. 무라카와의 의료 실수를 고발하는 카도쿠라에게 FAX를 전달하고, 카도쿠라가 살해된 시간에 창고로 향하는 무라카와의 모습을 목격한다.
- 스즈키 카요 - 하루

메이코우 대학 병원 제일 외과 의사. 신입으로 외과 수술 담당은 사이온지가 처음이다.
- 고바야시 츠토무 - 사쿠라이 히지리

요츠야 제약 전 MR.
제5화
- 마루오카 류지로 - 에노키 다카아키

전국 요리 경연 대회에 출전한 '아키즈키정'의 요리사. 풍부한 감성과 충실히 이어온 일본 요리의 전통에 따라 실력에서 높은 평가를 받고 있다. 현재까지 전국 요리 경연 대회에 4년 연속으로 우승하고, 제26회가 되는 금년 대회에서는 요리계 최초의 영세 왕좌 학위 자리가 걸려있다. 미츠코에게서 오가와라의 이변을 알게되어 미츠코와 함께 오가와라의 시체를 발견한다.
- 시죠 아쓰히코 - 나카무라 슌스케

전국 예선에서 마루오카의 상대였던 '시죠암'의 요리사. 도쿄 대학 대학원 졸업이라는 경력을 가지고, "요리는 과학"를 신조로 실험기구를 이용하여 과학 실험을하는 것처럼 기존의 전통을 빗나가는 요리를 만들어 내고 있다. 이번 전국 요리 경연 대회에서는 테마가 되는 재료의 정체를 매우 걱정하고 있다.
- 오가와라 로쿠로 - 오쿠다 타츠히토

요리 연구가이면서 오가와라 요리학교와 오가와라 로쿠로 요리교실 경영자이다. 마루오카와는 친구의 관계. 전국 요리 경연 대회의 심사위원장으로 테마가 되는 재료를 유일한 알고 있다. "요리는 생물, 요리사의 감성이 모두"라는 생각을 가지고, 시죠의 입장에는 부정적이다.
- 오가와라 미치코 - 이쿠타 토모코

오오가와의 아내. 마루오카와 함께 남편의 시체를 발견한다. 심사위원장을 사퇴하라는 협박 편지를 받은 오가와라를 걱정해 마루오카의 상담을 받고 있다.
- 아오야마 하루오 - 우치노 켄타

'아키즈키정'의 직원. 사건 당시 이변을 느껴 요리 교실에 가려고 한 마루오카에 지켜보도록 교육을 받고 있었다. 최근 "요리는 생물"을 입버릇하는 마루오카의 미세한 변화를 인식하고 있다.
- 이시즈카 - 이토 마사유키

전국 요리 경연 대회가 개최되는 호텔 "Four Seasons Hotek"의 총지배인. 호텔의 객실에서 프로포즈를 하면 반드시 성공한다는 전설이 전해지고 있으며, 사이온지도 에미에 프로포즈를 위해 예약하려고 하지만, 그 방은 반년 앞까지 예약이 꽉 차있다.
제6화
- 혼마 미노루 - 나카무라 시도

연구소 "하쿠센 화학"의 연구원. 기존의 3배의 힘을 가지고 눈에 보이지 않는 가느다란 두께의 섬유 개발에 참여하고 있었지만, 그 기술이 경쟁사에 유출되는 사건이 발생해 본사 조사위원회의 조사를 받게 된다. 주요한 연구자라는 자부심이 강하고, 사건에서도 "자신이 범인이라면 경찰이 풀리는 방식으로 사람은 죽이지 않는다"고 겁없는 자신감을 보인다.
- 카가와 슈이치 - 마시마 히데카즈

연구소 "하쿠센 화학"의 연구원. 혼마와 함께 개발에 참여하고 있었기 때문에, 본사 조사위원회의 조사 대상이지만, 정보 유출의 범인을 알고 그 증거를 가지고 있었기 때문에, 조사위원회가 올 때까지 현장이 된 응접실에 갇혀있다.
- 마츠바라 켄키치 - 오기 시게미츠

경시청 형사 부장. "하쿠센 화학"에서 국가의 손실에 관한 정보 유출과 그에 얽힌 살인 사건이 발생한 수사의 지휘를 맡는다.
- 카가와 아츠코 - 유이 료코

카가와의 아내. 생전에 신변의 위험을 느끼고 있었던 카가와에서 메일 정기적 연락을 보내, 연락이 두절되면 경비실에 연락해 달라고 부탁한다.
- 시마다 아키오 - 키쿠치 킨야

"하쿠센 화학"의 연구원. 카가와가 살해했다고 여겨지는 시간에 혼마와 이야기를 하고 있었다.
- 노구치 히데히코 - 니시오카 토쿠마

"하쿠센 화학"의 소장. 신기술의 정보 유출에 본사 조사위원회의 조사가 들어가는 사건에서 자신도 조사 대상이 된다.
- 야스오카 진 - 우에키 키요히코

"하쿠센 화학"의 경비원. 아츠코의 연락을 받고 카가와가 있는 응접실에 달려가 도중에 만난 혼마와 함께 카가와의 시체를 발견한다.
제7화
- 후지카와 미사코 - 미즈노 미키

변호사 사와무라의 연인. 맡은 재판에서 승승장구하며 항간에는 "절대 지지 않는 여자"라는 별명을 가지고 있다. 사와무라에 도움을 요청해 사건을 알고, 체포·기소된 사와무라의 변호를 담당한다.
- 사와무라 세이치 - 오오사와 켄

젊은 정치인. 정치인치고는 지나치게 어진 성격. 민우당의 기대주로 이름을 떨치고 국정 진출을 앞두고 있었지만, 도의회 의원 시절 3년전에 건설 업체로부터 뇌물을 받아, 그 일로 니카이를 위협한다.
- 쿠로사키 마사카즈 - 후지모토 타카히로

니카이가 살해된 사건의 재판을 담당하는 검찰. 사와무라를 사건의 진범으로 추궁한다.
- 니카이도 후토시 - 사카키 히데오

출판사 "G 저널"의 기자. 기자를 자칭하지만 실제로는 정재계의 스캔들을 소재를 일삼아, 협박하고 있다.
- 이와부키 토우고로 - 타구치 카즈마사

"G 저널"에서 공사중인 건물의 관리인. 평소 관리인실에서 TV에 열중하고 있어, 오고 가는 사람의 출입을 보지 못한다. 사건 당시 건물에서 나가는 여성을 목격했다고 증언하지만, 그 신빙성은 매우 애매하다.
- 코지마 도요코 - 오오타니 에이코

"G 저널"의 직원. 사건의 수사가 진행되는 밤과 휴일에도 불구하고 물건을 가지고 가기 위하여 사무소에 온다. 이후 증인으로 재판에 출두한다.
- 재판장 - 야마가미 켄지

니카이가 살해된 사건의 재판을 담당하는 판사.
제8화
- 세키네 준페이 - 나카무라 아오이

미즈사와 마을의 파출소 순사. 11세이던 20년 전에 유괴 사건의 피해자이다. 고아원에서 성장해 같은 시설에서 자란 카나에게 관심을 보이고 있다.
- 타카바야시 카나 - 사츠카와 아이미

피아니스트. 히라츠카도 그녀의 팬이다. 12세였던 19년전까지 미즈사와 마을의 고아원에서 성장해 참가한 콩쿠르에서 스와에게서 자신의 재능을 발탁된 것을 계기로 마을을 떠났다. 준페이와는 소꿉 친구 사이이다.
- 스와 아츠시 - 니시무라 카즈히코

음악가. 19년 전에 자신이 심사위원을 맡았던 콩쿠르에서 카나를 캐스팅하고 지도해왔다. 하지만 카나의 리사이틀 연주후 오다기리를 해고하려고 한다.
- 가마타 고이치 - 무사카 나오마사

미즈사와 마을의 파출소 순사. 내년 정년퇴직을 앞두고 베테랑 준페이에게 "아버지"라고 불리며 친하게 지내고 있다. 20년 전 유괴 사건에서 몸값의 운반 역이 되지만, 범인에 기절 해 버렸다.
- 마츠바라 켄키치 - 오기 시게미츠

경시청 형사 부장. 미즈사와 마을에서 관할 서장과 어떤 관계가 있을 것이라고 히라츠카에게 20년 전 유괴 사건의 수사를 명령한다.
- 스기야마 하츠코 - 히로오카 유리코

미즈사와 면사무소 직원. 영빈관의 관리를 담당하고 있지만, 20년 전과 같이 비오는 날에 아무도 없는 영빈관에서 피아노의 음색이 들리는 것을 무서워하고 있다.
- 오다기리 류조 - 세리자와 메이진

이벤트 회사 사장. 카나의 약혼자로 후원자이며, 3년 전에 만난 카나를 좋아하게 되어 그녀가 유명하게 된 계기가 되었지만, 카나와는 결혼을 원하지 않는다.
- 칸다 오노코 - 이토 마이코

판매용 잡화·술·음식을 취급하는 "칸다 상점"의 주인.

## 제작진
- 각본 : 마키타 미츠하루
- 각본 협력 : 요시다 에리카
- 연출 : 후쿠자와 카츠오, 히라노 준이치, 오오사와 유키
- 프로듀서 : 이시마루 아키히코, 다카하시 마사나오, 아베 켄조
- 보조 프로듀서 : 모리시마 마사야, 사이토 아야나, 케즈카 슌타로
- 제작 담당 : 츠유사키 히로유키
- 제작 주임 : 이토 사카에, 스다 히로요, 이시와타 타이키
- 제작 진행 : 야마노 히로미치, 모리 스구루, 무라카미 카나
- 프로듀서 : 이시마루 아키히코, 다카하시 마사나오, 아베 켄조
- 음악 : 요시카와 케이, 쿠마이 고로
- 음악 프로듀서 : 시다 히로히데
- 음향 효과 : 타니구치 히로키
- CG : 오치아이 노부토, 다나카 히로시 征
- 편성 담당 : 후쿠다 켄타로, 키시타 다이스케
- 선전 프로듀서 : 아키야마 마사토
- 홍보 담당 : 카와나베 마사히코
- 조명 : 스키노 마사히코, 요코야마 슈지, 아카바네 요스케, 요시다 신타로
- 편집 : 야마구치 마키코, 나오토모
- 예고 편집 : 안도 유카
- 미술 프로듀서 - 야스모토 타카노부
- 미술 디자인 - YANG 진네이
- 미술 제작 : 타케다 유스케
- 장식 : 우에하라 카즈아키, 마츠다 에이스케
- 의상 : 엔도 카즈미, 카와이 노조미
- 헤어 메이크업 : 야마구치 아키코, 카미키하라 치에미
- 장치 : 아키야마 코우타로
- 제작 : TBS, 도호
- 저작권 : TBS

## 주제가
- The MONSTERS 〈MONSTERS〉 (빅터 엔터테인먼트)
  - 드라마의 주연을 맡은 카토리 싱고와 야마시타 토모히사가 새 유닛 《The MONSTERS》을 결성, 드라마 제목과 동명의 주제가 〈MONSTERS〉는 두 사람이 공동으로 작사·작곡한 곡이다. 앞서 발매된 SMAP의 앨범 《GIFT of SMAP》(8월 발매)에 수록되어 있는 곡을 싱글화하여, 11월 14일에 발매되었다.[3]

## 에피소드
- 9월말 제1화의 편집 작업을 시작한 시기에, 수록된 테이프중 1개를 분실한 사실이 언론을 통해 알려졌다. 출연자에게 사정을 설명하고 해당 장면을 다시 촬영을 하였고, 장면 컷 등 본 방송에 영향은 없었다.[4]

## 방영날짜 및 부제·시청률
| 각 화                                     | 방송일           | 부제(원어) | 부제(풀이) | 시청률 |
| ----------------------------------------- | ---------------- | --- | --- | ------ |
| 제1화                                     | 2012년 10월 21일 | 前代未聞の痛快ミステリー始動!!ばか丁寧な刑事VS○○な犯人!? 巨大同族企業に潜む完全犯罪の１日…初めての犯人はあなたです | 전대 미문의 통쾌 미스터리 시동! 어리석은 친절한 형사 VS ○ ○ 한 범인! 거대한 동족 기업에 잠복 완전 범죄의 하루 ... 첫 범인은 당신입니다 | 13.8%  |
| 제2화                                     | 2012년 10월 28일 | 瞬間移動な犯人 | 순간 이동한 범인 | 13.4%  |
| 제3화                                     | 2012년 11월 4일  | 推理作家の完璧すぎる時間トリック                                                                                   | 추리 작가의 너무 완벽한 시간 트릭 | 11.2%  |
| 제4화                                     | 2012년 11월 11일 | 大学病院の透明人間殺人事件                                                                                         | 대학병원의 투명 인간 살인 사건 | 11.5%  |
| 제5화                                     | 2012년 11월 18일 | 究極グルメ殺人事件最後の晩餐は幻の味                                                                               | 궁극 음식 살인 사건 마지막 만찬은 환상의 맛                                                                                            | 11.0%  |
| 제6화                                     | 2012년 11월 25일 | 変人刑事vs天才発明家!!完全密室は本当に完全?                                                                        | 괴짜 형사 vs 천재 발명가! 완전 밀실 정말 완벽?                                                                                         | 10.3%  |
| 제7화                                     | 2012년 12월 2일  | 犯人は二重人格? | 범인은 이중인격? | 8.0%   |
| 최종회                                    | 2012년 12월 9일  | さらば凸凹刑事!!最後の事件は完全敗北…20年前に予告された怪奇事件と平八の真相                                        | 잘가라 불균형 형사! 마지막 사건은 완전 패배 ...20년 전에 예고된 괴기 사건과 헤이하치의 진상                                            | 13.5%  |
| 평균 시청률: 11.9%                        |                  | | |        |
| (시청률은 간토 지방·비디오 리서치사 조사) |                  | | |        |

## 관련 상품
- MONSTERS OFFICIAL BOOK (2012년 12월 1일 발매, 피아)